# Samira Moussa
Pour les articles homonymes, voir Moussa.
Samira Moussa (en arabe سميرة موسى), née le 3 mars 1917 dans le Sinbo el-Kubra, du gouvernorat d'el-Gharbeya et morte le 5 août 1952 en Californie, était une scientifique égyptienne, pionnière dans la recherche nucléaire, et la seule égyptienne à avoir eu accès aux laboratoires nucléaires secrets américains de l'époque.

## Parcours
Samira Moussa est élevée par son père Hajj Moussa Ali après la mort de sa mère quelques mois après sa naissance, des suites d'un cancer. Intellectuel, activiste et progressiste, celui-ci la pousse très tôt à s'instruire sur les sciences et la politique, permettant à l’enfant de se distinguer par sa vivacité d’esprit et ses capacités intellectuelles. Fervent partisan de l’éducation des filles encore peu répandue en Égypte à l'époque, son père décide de déménager au Caire, et de l'inscrire à l’école élémentaire Qasr al-Chawk, l’un des établissements les plus anciens de la capitale.
Ayant effectué ses études primaires au Caire, major de sa promotion, elle obtient son baccalauréat en 1932, et entre à l’université où elle se consacre à l’étude de la radiation avant d’obtenir son diplôme en 1939 et d’amorcer une carrière dans l’enseignement.
Bien qu'ayant effectué ses études à l'université brillamment — elle devient licenciée ès sciences en 1939, avec mention d'excellence et grade d'honneur — elle se voit initialement refuser un poste de répétitrice. C'est sous la pression de Ali Moustafa Mosharafa que le poste lui est finalement ouvert. Elle effectue une maîtrise à l'université du Caire avant de partir en stage en Angleterre et travailler à un doctorat, qu'elle achève après deux ans de thèse, devenant ainsi la première femme égyptienne doctorante.
Son travail révolutionnaire, contribue à rendre moins chères les applications médicales de la technologie nucléaire, telle que les rayons X, tandis que la jeune femme bâtit sa renommée scientifique, grâce à sa découverte d’une équation permettant la fragmentation de métaux plus accessibles et à bas prix comme le cuivre. Tandis que la Seconde Guerre mondiale s’achève par les bombardements atomiques des villes japonaises de Hiroshima et de Nagasaki, Samira Moussa est déterminée à montrer qu’un usage pacifique mais aussi positif de la technologie nucléaire était possible.
En début d'année 1952, elle contribue activement à l’organisation de la conférence « L’énergie atomique pour la paix » en Angleterre, un événement de grande portée puisqu’un an plus tard, en pleine guerre froide, le président américain Dwight Eisenhower prononce à l’Assemblée générale des Nations Unies un célèbre discours, « Atoms for Peace ». Ce discours est à l'origine d'un programme américain du même nom pendant lequel les États-Unis ont exporté à plusieurs États de la technologie nucléaire pour une utilisation pacifique.
Repérant son potentiel exceptionnel, l’Université Saint-Louis, dans le Missouri, qui lui accorde une bourse, faisant de la chercheuse la première étrangère à collaborer sur la technologie nucléaire américaine. Il lui est alors permis de visiter les installations atomiques américaines, tandis qu'elle décline plusieurs offres d'embauche aux États-Unis, trop attachée à l'Égypte où elle compte revenir pour mettre sa science au service de son pays natal. 

## Mort
Le 5 août 1952, Samira Moussa meurt brutalement dans un accident de voiture, durant une visite scientifique aux États-Unis, à l'âge de 35 ans. Selon certaines versions, la voiture qui roulait le long de la côte ouest des États-Unis, a brusquement fait une embardée et chuté par dessus bord ; selon d’autres, un autre véhicule aurait percuté le sien, le propulsant dans les tréfonds d’une vallée. 
Des rumeurs autour de son décès attribuent sa mort à un assassinat commandité par le Mossad, accusé d’avoir voulu empêcher Le Caire d’acquérir la bombe atomique, quatre ans seulement après la création d’Israël. Ces rumeurs sont alimenté par le fait que son chauffeur n'a jamais été retrouvé, mais aussi par la mort suspecte deux ans plus tôt de son mentor Ali Moustafa Mosharafa, à l'âge de 60 ans.
En juin 2021, le journal égyptien Akhbar al-Yom évoque une rumeur selon laquelle l'actrice égyptienne de confession juive, Raqiah Ibrahim, aurait pu être recrutée par le Mossad, qui aurait profité de son amitié avec Samira Moussa pour l’entraîner dans un guet-apens concluant sur : « Raqiah Ibrahim a préféré sa croyance en l’État d’Israël à son affiliation à sa patrie. ».